# Netta Barzilai
Netta  Barzilai  (født 23. januar 1993 i Hod HaSharon, Israel) er en israelsk sanger.
Hun repræsenterede Israel i Eurovision Song Contest 2018, hvor hun vandt med sangen "Toy". Dermed sikrede hun Israel deres fjerde sejr i konkurrencen.